# Sant Sadurní d’Osormort
Sant Sadurní d’Osormort (spanisch San Saturnino de Osormot) ist eine katalanische Gemeinde (Municipio) mit 84 Einwohnern (Stand: 2024) in der Provinz Barcelona im Nordosten Spaniens. Sie liegt in der Comarca Osona. 

## Geographie
Sant Sadurní d’Osormort liegt etwa 55 Kilometer nordnordöstlich von Barcelona in einer Höhe von ca. 650 m. 

## Demografie
| 1900 | 1930 | 1950 | 1970 | 1981 | 1991 | 2001 | 2011 | 2021 |
| ---- | ---- | ---- | ---- | ---- | ---- | ---- | ---- | ---- |
| 234  | 299  | 315  | 131  | 79   | 74   | 81   | 95   | 76   |

## Sehenswürdigkeiten
- Burgruine von Meda
- Saturninuskirche

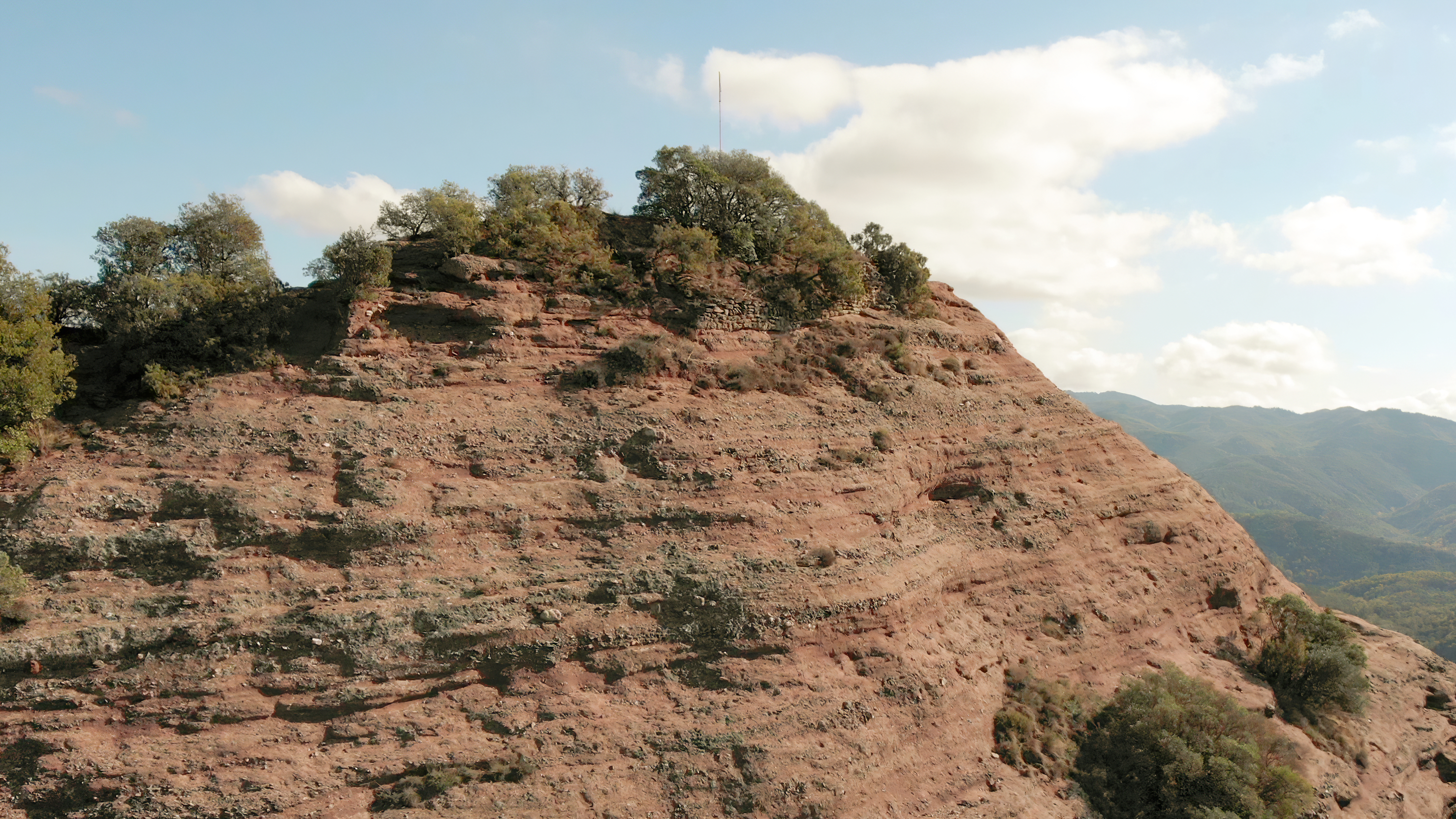
Burgruine
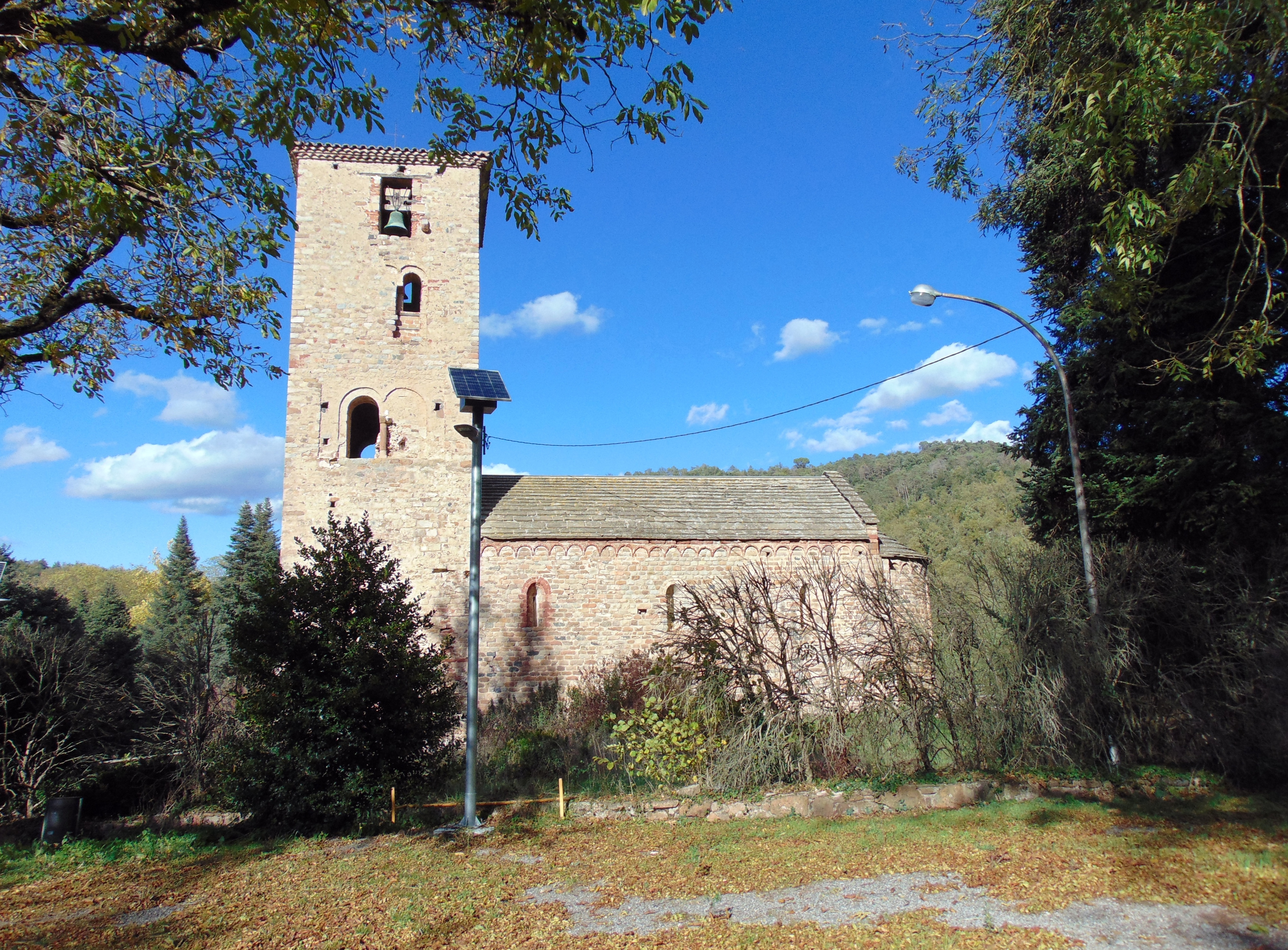
Saturninuskirche
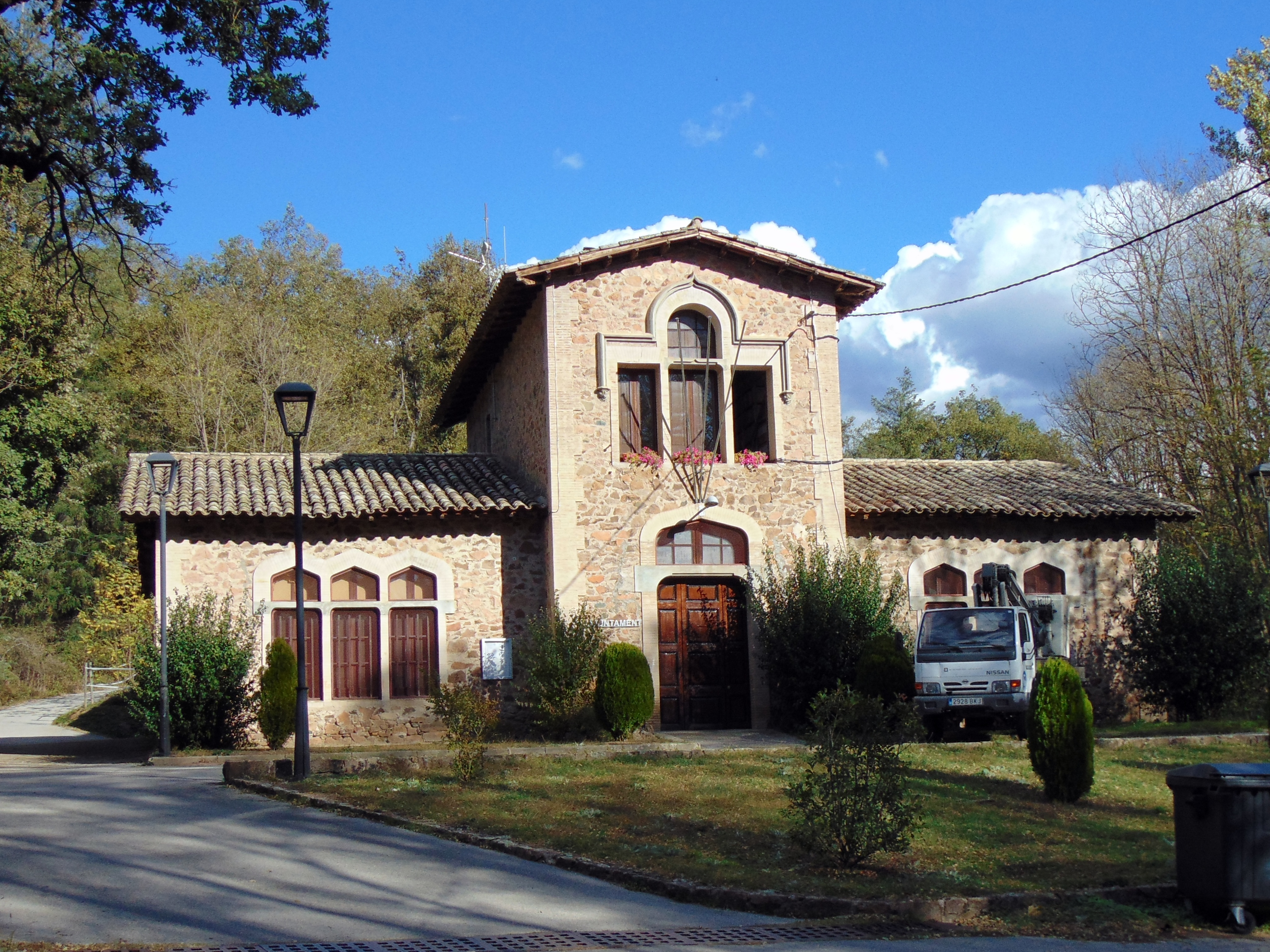
Rathaus